# Clive van Ryneveld
Clive Berrange van Ryneveld (ur. 19 marca 1928 w Kapsztadzie, zm. 29 stycznia 2018 tamże) – południowoafrykański krykiecista. W latach 1951–58 rozegrał 19 test-meczów w reprezentacji RPA. W momencie śmierci był jej najstarszym żyjącym kapitanem.
Van Ryneveld uprawiał także rugby. W latach 1947−49 reprezentował Rugby Football Club Oxford w tradycyjnych meczach Varsity przeciwko Cambridge, rozgrywanych na stadionie Twickenham. W 1949 roku został powołany do reprezentacji Anglii na Turniej Pięciu Narodów. Zagrał − jako center − we wszystkich meczach, zdobywając, wraz z kolegami, poczwórną koronę, czyli wygrywając wszystkie spotkania. Uzyskał w nich 3 przyłożenia: jedno z Irlandią, dwa − ze Szkocją.
Według nekrologu Sport24 „był jednym z najbardziej wszechstronnych sportowców w Południowej Afryce, który reprezentował RPA w krykiecie i Anglię w rugby. Zostanie zapamiętany również jako polityk, próbujący stworzyć sprawiedliwe społeczeństwo w Afryce Południowej”. W 1957 r. został wybrany do parlamentu jako członek Partii Narodowej. Dwa lata później Van Ryneveld i jedenastu innych posłów wystąpiło z Partii Narodowej, by utworzyć Partię Postępową, która otwarcie sprzeciwiła się apartheidowi. Partia Postępowa wyprzedziła swój czas, i w wyborach powszechnych w 1961 r. wszyscy jej posłowie, z wyjątkiem Helen Suzman, stracili mandaty.
Po odejściu z polityki Van Ryneveld poświęcił się praktyce prawniczej. W ostatnich latach mieszkał w Kapsztadzie w Południowej Afryce z żoną Verity, z którą miał troje dzieci Marka, Philipa i Tessę.